# Acrida crida
Acrida crida är en insektsart som beskrevs av Steinmann 1963. Acrida crida ingår i släktet Acrida och familjen gräshoppor. Inga underarter finns listade i Catalogue of Life.